# Krawędź natarcia
Krawędź natarcia skrzydła (lub łopaty wirnika) – linia łącząca noski kolejnych profili płata. Innymi słowy jest to przednia krawędź skrzydła płatowca.
W przypadku uskrzydlonych statków powietrznych, które poruszają się z bardzo dużymi prędkościami (np. wahadłowców) jest to jedna z tych powierzchni pojazdu, które są najbardziej narażone na działanie bardzo wysokich temperatur. Ten właśnie fakt był przyczyną katastrofy amerykańskiego wahadłowca Columbia, przy powrocie z orbity. Do katastrofy doprowadziło uszkodzenie osłony termicznej na tej właśnie krawędzi.
Krawędź natarcia może być wyposażona w:
- klapy przednie (noskowe) – ruchome elementy na krawędzi natarcia umożliwiające zmianę wysklepienia profilu płata,
- sloty – stałe lub ruchome elementy na krawędzi natarcia, tworzące szczelinę, dzięki której na górną powierzchnię płata dostaje się szybciej poruszające się powietrze – pozwala to na zwiększenie maksymalnego kąta natarcia;
- pasma – przykadłubowe fragmenty skrzydła o bardzo dużym skosie – tworzą one razem z resztą płata tzw. skrzydło pasmowe – skrzydła takie stosowane są głównie w myśliwcach (np. F/A-18, MiG-29, Su-27) i mają na celu znaczne zwiększenie zakresu dopuszczalnych kątów natarcia.